# TOMATO CUBE
TOMATO CUBE（トマトキューブ）は、日本の3人組音楽グループ。現在、活動休止中。

## 来歴
1998年結成、2000年にワーナーミュージック・ジャパンと契約。
2000年7月26日、マキシシングル「うたかた/眠り足りない休日」でデビュー。
デビュー後、3枚のシングルと1枚のアルバムを発売するが、西村ちさとの脱退により活動終了、事実上の解散となる。
後に、西村は高校時代に出会った金谷タツキとMellowClapを結成。

## ディスコグラフィ

### 参加作品
| 発売日        | タイトル                                    | 規格品番   | 曲順       | 楽曲           |
| ------------- | ------------------------------------------- | ---------- | ---------- | -------------- |
| 2001年8月8日  | 北青山的13曲1000円                          | WPC6-10149 | M.7        | choose my life |
| 2003年7月30日 | ONE PIECE BEST ALBUM 〜ワンピース主題歌集〜 | AVCA-14748 | M.5        | 私がいるよ     |
| 2007年3月7日  | ONE PIECE SUPER BEST                        | AVCA-26235 | Disc1/M.10 | 私がいるよ     |
| 2010年3月17日 | ONE PIECE MEMORIAL BEST                     | AVCA-29702 | Disc1/M.15 | 私がいるよ     |
| 2013年1月16日 | ONE PIECE 15th Anniversary BEST ALBUM       | AVCA-62205 | Disc2/M.3  | 私がいるよ     |

## タイアップ一覧
| 使用年 | 曲名             | タイアップ                                                            |
| ------ | ---------------- | --------------------------------------------------------------------- |
| 2000年 | うたかた         | テレビ東京系ドラマ『ハッピー2 愛と感動の物語』主題歌                  |
| 2000年 | 眠り足らない休日 | ブルボン「天然酵母のクラッカー カップタイプ」CMソング                 |
| 2000年 | 眠り足らない休日 | 日本テレビ『TIM系』テーマソング                                       |
| 2000年 | 桜               | テレビ朝日系 木曜ドラマ『スタイル!』テーマソング                      |
| 2001年 | あの娘の唄       | BS-iドラマ『JUDGE CAFE』主題歌                                        |
| 2001年 | 私がいるよ       | フジテレビ系アニメ『ワンピース』エンディングテーマ（第64話 - 第73話） |
| 2001年 | ブランコ         | 読売テレビ・日本テレビ系『ウェークアップ!』エンディングテーマ         |
| 2001年 | choose my life   | 日野自動車「デュトロ」CMソング                                        |
| 2001年 | PAUSE            | ピープルスタッフ CMソング                                             |
| 2001年 | 東京キッド       | 三洋信販「ポケットバンク」CMソング                                    |

## メディア出演

### ラジオ
- ARTIST PARADISE（2000年10月 - 2001年3月、bayfm）
- MOZAIKU NIGHT〜No.1 Music Factory〜（2001年4月 - 2001年9月、bayfm）